# Esmonde y Larbey
John Esmonde (21 de marzo de 1937 - 10 de agosto de 2008) y Bob Larbey (24 de junio de 1934 - 31 de marzo de 2014), más conocidos como Esmonde y Larbey, fueron un dúo guionista de comedia televisiva británica que escribió desde 1960 hasta la década de 1990, crearon de comedias de situación populares como Please Sir! y The Good Life.

## Carrera
Bob Larbey hizo su debut en la escritura para la radio de la BBC, antes de contribuir a una adaptación de la película, Mrs Silly, protagonizada por Maggie Smith. Larbey conoció a su futuro compañero de escritura cuando eran alumnos de la Escuela Henry Thornton. Nació en Clapham, al sur de Londres. Murió a los 79 años en 2014.
John Esmonde sirvió un par de años en la Fuerza Aérea Real de Ambulancia Aérea antes de darse cuenta de que su sociedad de escritura en ciernes con Larbey podría resultar más fructífera. Empezaron a tener bocetos aceptados en programas como I'm Sorry, I'll Read That Again y The Dick Emery Show. Nacido en Battersea, al suroeste de Londres, Esmonde estaba casado con Georgina Barton desde 1960 hasta su muerte en España en agosto de 2008, a los 71 años de edad.
Su primera comedia de situación como un equipo de redacción llegó en 1966 con Room At The Bottom para la BBC. Esto siguió a las hazañas de un grupo de hombres de mantenimiento que trabajan por Saracens Manufacturing Company. Comenzó como un proyecto piloto en el programa de Comedy Playhouse de la BBC, que duró una serie el siguiente año, protagonizada por Kenneth Connor, Deryck Guyler y Francis Matthews.
En 1968 Esmonde y Larbey crearon una de sus comedias más populares con Please Sir!, protagonizada por John Alderton como profesor ingenuo tirado en la parte más profunda en una dura escuela del sur de Londres. Rechazado por la BBC, la serie fue aceptada por London Weekend Television, cuyo jefe de comedia era entonces Frank Muir. Parte de la inspiración para esta serie fue su educación en las escuelas de Londres. Aunque no se ha confirmado, la serie estadounidense Welcome Back, Kotter (1975) se inspiró en esto.

## Créditos en televisión

### Colaboraciones
- The Dick Emery Show (1963)
- Spare a Copper (1965)
- Room At The Bottom (1966)
- Please Sir! (1968)
- The Fenn Street Gang (1971)
- Cosmo And Thingy (1972)
- Bowler (1973)
- Football Crazy (1974)
- Get Some In! (1975)
- The Good Life (1975)
- The Other One (1977)
- Three Piece Suite (1977)
- Feet First (1979)
- Just Liz (1980)
- Don't Rock The Boat (1982)
- Now And Then (1983)
- Ever Decreasing Circles (1984)
- Brush Strokes (1986)
- Double First (1988)
- Hope It Rains (1991)
- Mulberry (1992)
- Down To Earth (1995)

### Larbey sin Esmonde
- A Fine Romance (1981)
- The Curious Case Of Santa Claus (1982)
- Age-Old Friends (1989), basada en la obra de Larbey 'A Month of Sundays, presentado por primera vez en el Teatro Nuffield en 1985 y ganador de la London Evening Standard Award a la Mejor Comedia de 1986[2]
- On the Up (1990)
- As Time Goes By (1992)

### Obituarios de John Esmonde
- The Times
- The Guardian

- Datos: Q5398584